# سمی‌اویا
سمی‌اویا (به انگلیسی: Semeyavia) یک شرکت هواپیمایی با کد یاتا E8 است که در تاریخ ۱۹۹۱ میلادی تأسیس شده‌است. دفتر مرکزی سمی‌اویا در سمی، قزاقستان واقع شده‌است و قطب این شرکت هواپیمایی در فرودگاه سمی قرار دارد و به ۲ مقصد، پرواز انجام می‌دهد.